# Trachinotus
Conhecidos como pampo, sereia-de-pluma ou sernambiguara são nomes populares de peixes do gênero Trachinotus e de alguns outros peixes da família Carangidae. Esses peixes podem ser encontrados em todos os oceanos tropicais, subtropicais e temperados. Os juvenis habitam estuários e mangues de água salobra, quando ficam adultos se mudam para o mar aberto ou costões rochosos, pois são peixes que precisam de águas bastante movimentadas para sobreviver. São peixes que são frequentemente encontrados em peixarias. 

## Espécies
Até hoje, são conhecidos 20 espécies de pampos do gênero Trachinotus.
- Trachinotus africanus
- Trachinotus anak
- Trachinotus baillonii
- Trachinotus blochii
- Trachinotus botla
- Trachinotus carolinus
- Trachinotus cayennensis
- Trachinotus coppingeri
- Trachinotus falcatus
- Trachinotus goodei
- Trachinotus goreensis
- Trachinotus kennedyi
- Trachinotus marginatus
- Trachinotus maxillosus
- Trachinotus mookalee
- Trachinotus ovatus
- Trachinotus paitensis
- Trachinotus rhodopus
- Trachinotus stilbe
- Trachinotus teraia